# Bergfarn
Der Bergfarn oder Berg-Lappenfarn (Oreopteris limbosperma (Bellardi ex All.) Holub; Syn: Thelypteris limbosperma (Bellardi ex All.) H.P. Fuchs) ist eine Pflanzenart aus der Gattung Oreopteris innerhalb der Familie der Sumpffarngewächse (Thelypteridaceae). Sie ist auf der Nordhalbkugel in Eurasien und Nordamerika weitverbreitet. Oreopteris limbosperma ist die einzige in Europa vorkommende Art der Gattung Oreopteris Holub.

## Beschreibung
Der Bergfarn wächst als ausdauernde krautige Pflanze. Das Rhizom ist kurz und aufsteigend. Die Wedel sind in einer trichterförmigen Rosette angeordnet. Die Wedel besitzen eine Länge von 30 bis 100 Zentimeter. Der nur etwa 20 cm lange Blattstiel besitzt zwei Leitbündel. Ebenso wie der untere Teil der Blattspindel ist er zerstreut mit gelben Spreuschuppen besetzt. Die gelbgrünen, unterseits mit gelben Drüsenhaaren und kurzen, weißen Härchen besetzten Blattspreiten haben einen feinen Zitronengeruch. Die Blattspreite ist jederseits mit 18 bis 30 fast sitzenden Fiedern besetzt. Die untersten Fiedern sind kurz, dreieckig und meist gegenständig; die übrigen sind lanzettlich und stehen meist abwechselnd. Der Gesamt-Umriss des Wedels in länglich-lanzettlich und am Grund auffällig verschmälert. Die abgerundeten Fiederchen sind am Rand undeutlich gekerbt. Die Fiederchen der fertilen Blätter sind häufig umgerollt. Die schwarzbraunen Sporenbehälter (Sori) sitzen zweireihig auf der Unterseite der sporentragenden Wedel und sind dem Rand der Fiederchen genähert. Der Schleier der Sori fällt früh ab.
Die Chromosomenzahl beträgt 2n = 68.

## Ähnliche Arten
Beim Echten Wurmfarn (Dryopteris filix-mas), mit dem der Bergfarn leicht verwechselt werden kann, sind die Wedel dunkler grün und auf der Blattunterseite drüsenlos, die Sori befinden sich in der Mitte der Fiederchen. Der Blattstiel besitzt drei bis fünf Leitbündel.

## Ökologie
Der Bergfarn ist ein sommergrüner Hemikryptophyt. Die Sporen unterliegen der Windausbreitung als Körnchenflieger. Die Sporenreife erstreckt sich Juli bis August. Die vegetative Vermehrung erfolgt durch das Rhizom.

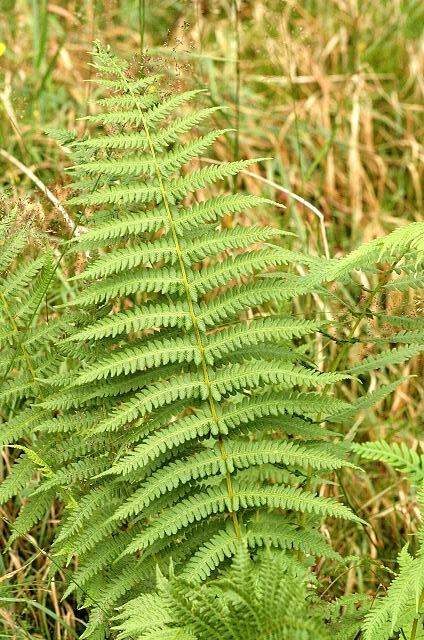
Bergfarn (Oreopteris limbosperma)

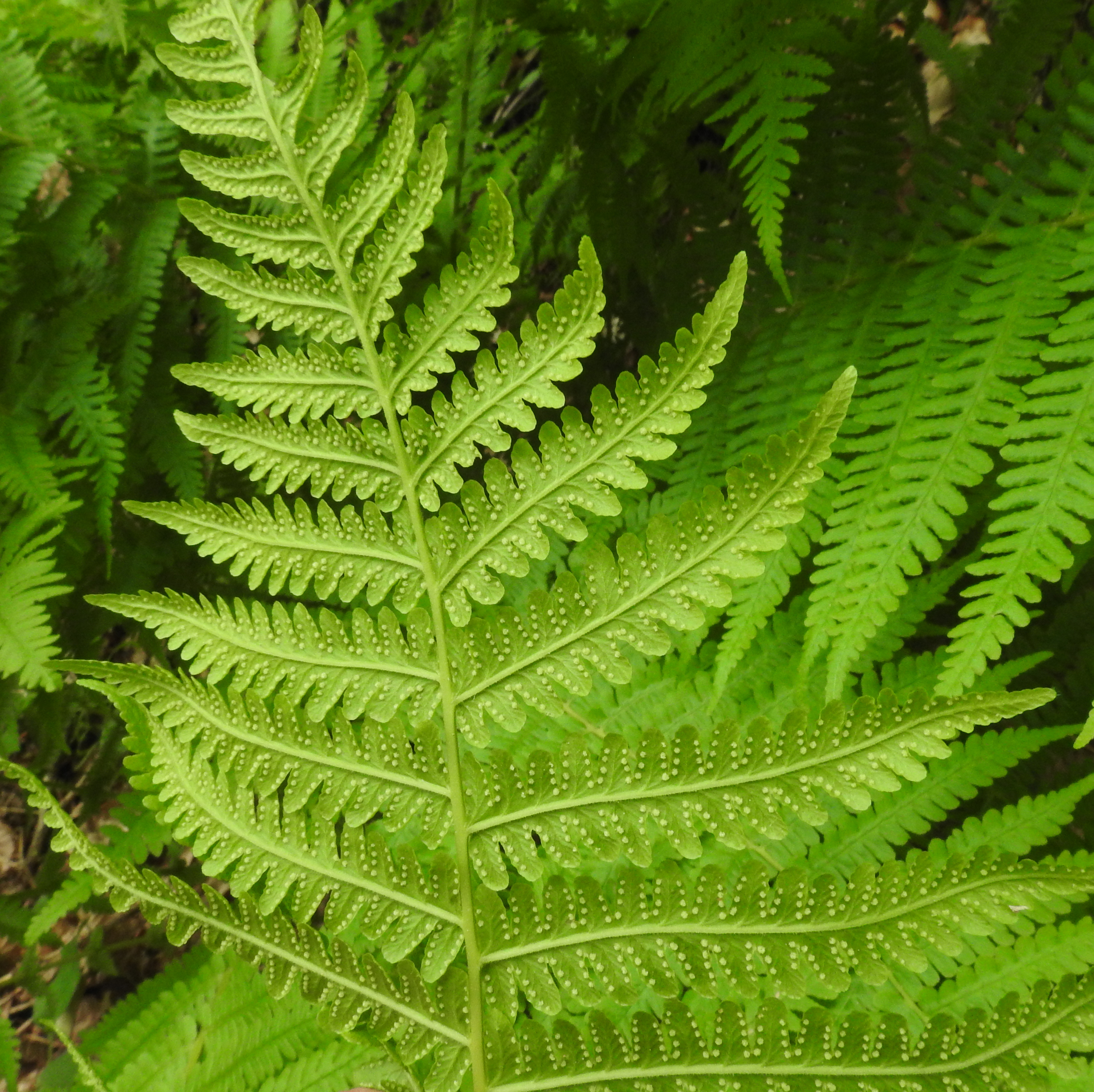
Bergfarn (Oreopteris limbosperma), Wedel von unten

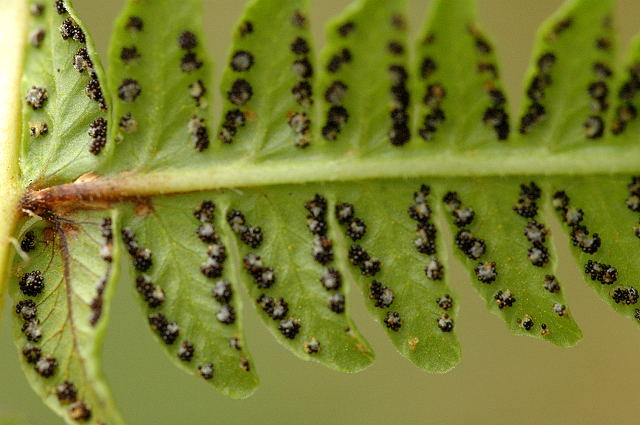
Die Sori auf der Unterseite der Fiederchen

## Vorkommen
Der Bergfarn kommt in Makaronesien und in den Gemäßigten Zonen Eurasiens vor. In Europa kommt er in fast allen Ländern vor und fehlt nur in Portugal, Island, Finnland, der Slowakei, Moldau, Belarus, Kosovo, Nordmazedonien, Albanien, Montenegro, Griechenland und Bulgarien. In Mitteleuropa kommt der Bergfarn in Gebirgslagen, aber auch in Tieflagen im Nordosten (Rügen) und Westen (Bergisches Land) vor. Er ist in Deutschland im Süden verbreitet, im Norden zerstreut und geht dort zurück.
Der Bergfarn besiedelt staudenreiche Bergmischwälder, schattige und artenarme Eichenwälder, Erlenbrüche und Waldquellen, auch an feuchten Böschungen, hier häufig als Sekundärvorkommen. Er wächst am besten auf sickerfrischen, wechselfeuchten, nährstoff- und basenarmen Lehmböden in regenreichen Gebieten mit hoher Luftfeuchtigkeit.
Die ökologischen Zeigerwerte nach Landolt & al. 2010 sind in der Schweiz: Feuchtezahl F = 4w (sehr feucht aber mäßig wechselnd), Lichtzahl L = 2 (schattig), Reaktionszahl R = 1 (stark sauer), Temperaturzahl T = 2+ (unter-subalpin und ober-montan), Nährstoffzahl N = 2 (nährstoffarm), Kontinentalitätszahl K = 2 (subozeanisch).
Im pflanzensoziologischen System hat der Bergfarn sein Schwerpunktvorkommen in der planar-collinen Stufe im Verband Alnion glutinosae, in der montan-subalpinen Stufe in der Klasse Betulo-Adenostyletea und im Verband Vaccinio-Piceion, sowie in der montan-subalpinen Stufe im Unterverband Luzulo-Fagenion. In den Allgäuer Alpen steigt der Bergfarn auf der Rappen-Alpe bis über 2000 Metern Meereshöhe auf. Im Kanton Wallis erreicht er sogar 2100 Meter.

## Taxonomie
Der Bergfarn wurde 1789 von Carlo Allioni unter dem Basionym Polypodium limbospermum All. in Auctarium ad Floram Pedemontanam, S. 49 erstbeschrieben. Der derzeit meist anerkannte Name Oreopteris limbosperma wurde 1969 durch Josef Holub in Folia Geobotanica & Phytotaxonomica Band 4, S. 48 veröffentlicht. Ein wichtiges, oft gebrauchtes Synonym ist Thelypteris limbosperma (Bellardi ex All.) H.P.Fuchs. Die Einordnung in Gattungen innerhalb der Familie Thelypteridaceae wird kontrovers diskutiert.
Weitere, auf demselben Typus basierende Synonyme sind: Dryopteris limbosperma (All.) Bech., Lastrea limbosperma (All.) Holub, Lastrea limbosperma (All.) Ching. Der ebenfalls 1789, aber etwas später veröffentlichten Name Polypodium oreopteris Erh. ist Basionym der Namen Polystichum oreopteris (Ehrh.) Bernh., Thelypteris oreopteris (Ehrh.) Sloss. und Dryopteris oreopteris (Ehrh.) Maxon.